# 鍵裕之
鍵 裕之（かぎ ひろゆき、1965年7月15日 - ）は、日本の地球化学者。東京大学大学院理学系研究科教授。

## 略歴
- 1984年 - 駒場東邦高等学校卒業
- 1984年 - 東京大学理科一類入学
- 1988年 - 東京大学理学部化学科卒業
- 1990年 - 東京大学大学院理学系研究科化学専門課程修士課程修了
- 1991年 - 7月31日 東京大学大学院理学系研究科化学専門課程博士課程中途退学
- 1991年 - 8月1日 筑波大学物質工学系助手
- 1994年 - 10月24日 博士（理学）学位取得（東京大学）、論文の題は「天然多結晶ダイヤモンド（カルボナド）および隕石中の炭素質物質の地球物理化学的研究[1]」。
- 1996年 - 筑波大学物質工学系講師。
- 1996年 - ニューヨーク州立大学ストーニーブルック校高圧力研究センター客員研究員
- 1998年 - 東京大学理学部地殻化学実験施設 講師
- 2000年 - 東京大学大学院理学系研究科 地殻化学実験施設 助教授
- 2001年 - 愛媛大学地球深部ダイナミクス研究センター客員研究員（現在も併任）
- 2004年 - エジンバラ大学極限科学研究センター客員研究員
- 2006年 - 岡山大学地球物質科学研究センター客員教員（2006年まで）
- 2007年 - 東京大学大学院理学系研究科 地殻化学実験施設 准教授
- 2008年 - 日本原子力研究開発機構客員研究員（併任）
- 2010年 - 東京大学大学院理学系研究科 地殻化学実験施設 教授（現職）
- 2010年 - Mineral Society of America のフェローに選出される。
- 2011年 - 2016年 東京大学大学院理学系研究科 地殻化学実験施設 施設長
- 2016年 - 2019年 学術論文誌 Geochemical Journal 編集長
- 2017年 - 2020年 東京大学アイソトープ総合センター長（併任）
- 2019年 - 2021年 日本地球化学会 会長
- 2021年-  日本地球化学会 副会長
- 2021年 - 東京大学 放射線科学連携研究機構 機構長（併任）

## 業績
種々の分光法を駆使し、地球深部関連物質ならびに地球表層物質の物性・生成過程に関する研究で成果を上げている。最近はパルス中性子源を用いた超高圧物質科学を研究テーマとして立ち上げ、J-PARCに建設された高圧ビームライン「PLANET」の主要メンバーとなっている。

## 受賞
- 駒場東邦中学校・高等学校6年皆勤賞（1984年）
- 日本地球化学会奨励賞（1998年）
- 日本鉱物科学会学会賞（2009年）
- Mineral Society of America フェロー (2010年)

## 著書
- 『10年使える有機スペクトル解析』新津隆士、鍵裕之、海野雅史（三共出版、2005）
- 『地球化学講座(3) マントル・地殻の地球化学』第2章（2.2.2項を除く）日本地球化学会監修、野津憲治・清水洋 共編（培風館、2003）
- 『地震発生と水　地球と水のダイナミクス』2-6地球内部の流体相の観察 笠原順三、鳥海光弘、河村雄行［編］（東京大学出版会、2003）

## 門下生
指導教員として博士を取得した者は、神谷奈津美（防衛大学講師）、小竹翔子（GIA研究員）、荒川雅（九州大学助教）、吉野徹（東京都産業技術研究センター 研究員）、飯塚理子（ハーバード大学研究員）、小林真大（東京都産業技術研究センター 研究員）、山根崚（東北大学金属材料研究所助教）、福山鴻 (愛媛大学地球深部ダイナミクス研究センター研究員)、瀧本悠貴（東京都産業技術研究センター 研究員）など。博士研究員・指導依託学生などとして研究グループに在籍した者は以下の通り。
- 山本順司（九州大学教授）
- 津野宏（横浜国立大学准教授）
- 小松一生（東京大学准教授）
- 岡田卓（Gemological Institute of America研究員）
- 水上知行（金沢大学助教）
- 平野直人（東北大学准教授）
- 有馬寛（CROSS研究員）
- 新名亨（愛媛大学講師）
- 石橋秀巳（静岡大学准教授）
- 篠崎彩子 (北海道大学助教)
- 纐纈佑衣 (名古屋大学講師)
- 則竹史哉 (山梨大学助教)
- 柿澤翔 (広島大学助教)

など。

## エピソード
- 京都大学の21世紀COEプログラムであるKAGI21のロゴシールを愛用している。
- 東京大学物性研究所の八木健彦と共に「東京大学のKYコンビ」と称されることがあるが、あくまでイニシャルにおいてのみである。
- 視力が非常に高く、パソコンの画面上に表示されたウェブページを、2メートル離れた位置から読むことができる。
- 医者にメタボ宣告され、2009年12月から減量を始める。2010年10月現在で、腹囲10cm減、体重9kg減、中性脂肪半減など著しい効果が得られた。